# Sindrome di Poland
La sindrome di Poland, dal nome del chirurgo britannico Alfred Poland, è una rara entità nosologica caratterizzata da varie malformazioni congenite all'apparato muscolo-scheletrico, generalmente unilaterali (ma raramente anche bilaterali).
La sindrome di Poland rientra tra le malattie rare e colpisce mediamente una persona ogni 30000, con un'incidenza più alta nel sesso maschile.

## Eziologia
Ancora oggi non si conosce con certezza la causa della sindrome di Poland anche se si suppone possa essere un'anomala formazione della vascolarizzazione embrionale con interruzione dell'arteria succlavia, intorno al 46º giorno di sviluppo embrionale, che causerebbe precoce insufficienza di afflusso all'arto distale e alla regione pettorale e conseguenti eventi malformativi caratteristici della condizione. La causa di questa interruzione non è nota e potrebbe essere secondaria ad esposizione a fattori ambientali teratogeni (fumo, farmaci, traumi) o a fattori genetici.
La grande maggioranza dei casi di sindrome di Poland sono sporadici, cioè un solo caso in famiglia, con un rischio di ricorrenza trascurabile. Raramente la sindrome è presente in più di un membro della famiglia.

## Descrizione clinica
La sindrome si caratterizza per anomalie che colpiscono i muscoli del torace e/o di un arto superiore monolaterale, con malformazioni più o meno gravi a livello dei muscoli pettorali (fino alla mancanza totale degli stessi), delle coste, del torace, della ghiandola mammaria, delle dita e del rachide.
Si presenta con una variabile combinazione di malformazioni toraciche, tra cui:
- assenza o ipoplasia/aplasia toracica costale del muscolo pettorale maggiore e minore monolaterale
- assenza dei muscoli serrato anteriore, gran dorsale e deltoide
- mancato sviluppo del capezzolo/mammella
- depressione delle coste: aplasia o malformazione della 2ª-4ª o 3ª-5ª cartilagine costale
- assenza di parti del muscolo serrato o dell'obliquo esterno
- ipoplasia della cute e del grasso sottocutaneo
- scapola alta
- rotazione dello sterno verso il lato coinvolto
- assenza di peli ascellari

Sono frequenti anche le malformazioni a livello dell'arto superiore (con ectromelia e/o brachisindattilia), come:
- brevità delle dita, specialmente dell'indice, medio ed anulare, per l'accorciamento o l'assenza della falange intermedia
- sindattilia semplice completa delle dita ipoplasiche
- ipoplasia della mano e dell'avambraccio
- malformazioni al muscolo bicipite (fusione capo lungo e capo breve, ventre muscolare corto)

Inoltre possono essere riscontrabili anomalie cardiache, renali e genitali.

## Problematiche legate alla Poland
- Problemi estetici della mano e del torace
- Problemi strutturali
- Anomalie funzionali
- Movimenti parossistici della parete toracica e progressiva erniazione del polmone attraverso il difetto
- Riduzione della funzionalità polmonare
- Mancanza di protezione (sport da contatto, protezioni)
- Debolezza muscolare
- Scoliosi toracica
- Funzionalità della mano
- Problemi psicologici dei genitori e del paziente

## Diagnosi
La diagnosi della sindrome di Poland è clinica e ad oggi non sono stati ancora individuati fattori genetici causativi o predisponenti.
La diagnosi prenatale è possibile ecograficamente solo in presenza di sospetto diagnostico (ad esempio genitore e/o altro figlio affetto) attraverso il possibile riscontro di anomalie agli arti. Senza anomalie degli arti non è possibile oggi alcuna diagnosi prenatale ecografica. Vista l'assenza ad oggi di geni responsabili di Poland e la non di associazione con anomalie cromosomiche note, in gravidanza non vi è alcuna indicazione all'esecuzione di diagnosi prenatale invasiva (amniocentesi e/o villocentesi).

## Trattamento

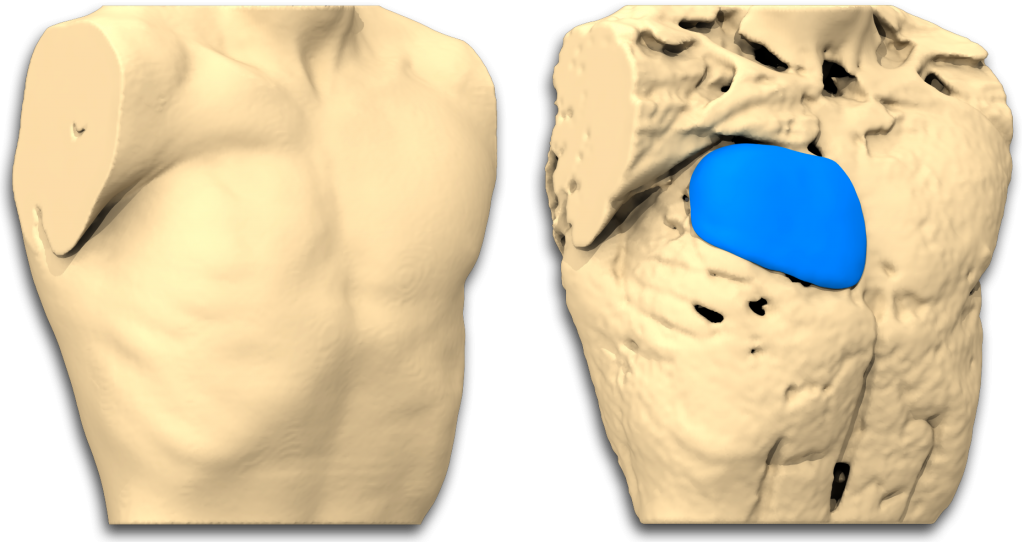
Design di un impianto personalizzato in silicone per sindrome di Poland

La cura della sindrome prevede gli interventi correttivi e/o ricostruttivi del caso (torace e mano) in relazione alla diversa età del paziente.

### Impianti personalizzati

#### La tecnica
Può essere trattata mediante l'inserimento di un impianto personalizzato, progettato con tecnologia CAD (progettazione assistita da computer). Utilizzando uno scanner medico, si esegue una ricostruzione 3D del torace del paziente, al fine di progettare un impianto virtuale perfettamente adattato all'anatomia di ciascun individuo. L'impianto è in gomma siliconica medica infrangibile.
Trattandosi di malformazioni morfologiche, la correzione mediante impianto personalizzato è da considerarsi un trattamento di prima linea. Questa tecnica consente di trattare un'ampia gamma di pazienti con buoni risultati. La sindrome di Poland può essere associata ad atrofia sottocutanea e mammaria; nel primo caso, come per il pectus excavatum, la correzione avviene con successo mediante l'inserimento di un impianto personalizzato, mentre nell'altro caso può essere necessario un secondo intervento chirurgico, in cui si procede al lipofilling o all'applicazione di una protesi mammaria in silicone.

#### L'intervento chirurgico
L'intervento si svolge in anestesia generale e dura meno di 1 ora. Previa realizzazione di un'incisione ascellare di 8 cm, il chirurgo prepara la cavità in funzione della dimensione dell'impianto, che viene inserito sottocute. La sutura è realizzata a 2 piani.
L'impianto sostituisce il muscolo pettorale maggiore, rendendo così simmetrico il torace o, nelle donne, il seno. Se necessario, soprattutto nel caso delle donne, con un secondo intervento si andrà a completare il risultato tramite l'impianto di una protesi mammaria e/o con il lipofilling.
Il risultato dell’intervento dipende molto dalla situazione iniziale di base del singolo soggetto.